# オーデンヴァルト郡
オーデンヴァルト郡 (ドイツ語: Odenwaldkreis) はドイツ連邦共和国ヘッセン州のダルムシュタット行政管区に属す郡。隣接する郡は、北がダルムシュタット＝ディーブルク郡、東がバイエルン州ミルテンベルク郡、南東がバーデン＝ヴュルテンベルク州ネッカー＝オーデンヴァルト郡、南が同じくバーデン＝ヴュルテンベルク州のライン＝ネッカー郡、南西と西がベルクシュトラーセ郡である。人口10万人足らずのヘッセン州で最も人口の少ない郡である。

## 地理
オーデンヴァルト郡はオーデンヴァルトの中央部分だけを含んでいる。オーデンヴァルトは西のベルクシュトラーセ郡や、東あるいは南のバイエルンやバーデン地方にまで広がっている。

## 歴史
1806年の陪臣化まで、郡域再編以降の郡域にほぼ相当するオーデンヴァルトはエアバッハ伯が治める帝国直轄領であった。
1820年12月17日のヘッセン大公国の組織体制告知後、1821年7月14日に包括的な行政改革が行われた。「アムト（行政府）」に替わって「ラントラーツベツィルク（管区）」が設けられた。これは、現在の「郡」の先駆けとなるものであった。1822年、エアバッハ伯領の行政府にかわり、エアバッハ管区が設けられた。同じ1822年にはノイシュタット、すなわちヘーヒスト・イム・オーデンヴァルトを首邑とするブロイベルク管区も設けられた。1848年7月31日の法律により行政担当範囲はさらに拡大された。郡や管区（ラントラーツベツィルク）は廃止され、地方管区（レギールングスベツィルク）が設けられることになったのである。これによりブロイベルク管区とエアバッハ管区はエアバッハ地方管区に統合された。さらにバーデンにある飛び地のヴィンプフェン管区もこれに含まれた。しかし、そのわずか4年後に地方行政区分は郡単位に戻され、エアバッハ郡、ノイシュタット郡、ヴィンプフェン郡が設けられた。1874年7月1日にノイシュタット郡はまたも廃止され、これに属していた市町村は大部分がエアバッハ郡に組み込まれた。リンデンフェルス郡も廃止され、いくつかの市町村がエアバッハ郡に編入された。
1874年にヘッセン大公国はプロイセン王国をモデルに郡体制の再編が計画され、新しい郡区分の策定がなされた。大公国の行政区分、プロヴィンツ・シュタルケンブルクには7つの郡（ベンスハイム郡、ダルムシュタット郡、ディーブルク郡、エアバッハ郡、グロース＝ゲーラウ郡、ヘッペンハイム郡、オッフェンバッハ郡）が当時新しく創設され、60年以上存続した。ヘッセン州に移管（1918年）された後、1936年にプロヴィンツは廃止されることとなった。シュタルケンブルク、オーバーヘッセン、ラインヘッセンの3つのプロヴィンツは廃止され、1938年に郡域の再検討がなされた。1938年11月1日にヘッセン州で徹底的な地方行政区域の再編がなされた。旧プロヴィンツから郡がそれぞれ1つずつ廃止された。シュタルケンブルクではベンスハイム郡がその対象となった。その大部分はヘッペンハイム郡に併合され、同郡がベンスハイム郡の権利継承者となった。この新しい郡はベルクシュトラーセ郡と名付けられた。数ヶ月後にダルムシュタット、ギーセン、マインツ、オッフェンバッハ、ヴォルムスが郡独立市となった。この新しいヘッセン州の行政区画は、1945年の第二次世界大戦終結まで存続した。
1970年代のヘッセン州の郡域再編により、隣接するベルクシュトラーセ郡やディーブルク郡のいくつかの自治体がエアバッハ郡に加わり、1972年8月1日に新しい郡は「オーデンヴァルト郡」と改名された。

## 行政

### 郡長
- 1945年 - 1951年: ゲオルク・カール・ヤーコプ (SPD)
- 1951年 - 1963年: ゲオルク・アッカーマン (SPD)
- 1963年 - 1979年: グスタフ・ホフマン (SPD)
- 1979年 - 1991年: バルドゥア・ノートハルト (SPD)
- 1991年 - 2009年: ホルシュト・シュヌル (SPD)
- 2009年 - 2015年: ディートリヒ・キュプナー (ÜWG)
- 2015年 - : フランク・マティアスケ (SPD)

### 郡議会
| 政党                                                     | 得票率 (%) | 議席数 |
| -------------------------------------------------------- | ---------- | ------ |
| SPD                                                      | 33.5       | 17     |
| CDU                                                      | 23.0       | 12     |
| Überparteiliche Wählergemeinschaft für den Odenwaldkreis | 16.6       | 8      |
| GRÜNE                                                    | 11.7       | 6      |
| AfD                                                      | 6.4        | 3      |
| FDP                                                      | 5.4        | 3      |
| Die Linke Hessen                                         | 3.5        | 2      |
| 合計                                                     | 100.0      | 51     |
| 投票率                                                   | 53.0       | 53.0   |

### 紋章
図柄: 金地に黒い根を張ったオークの木。6つの突起を持つ星形が3つ添えられている。
オークの木は、郡の名前にもなっているこの地域の森を示している。3つの星は、1806年までこの地域を治めたエアバッハ伯を示唆している。

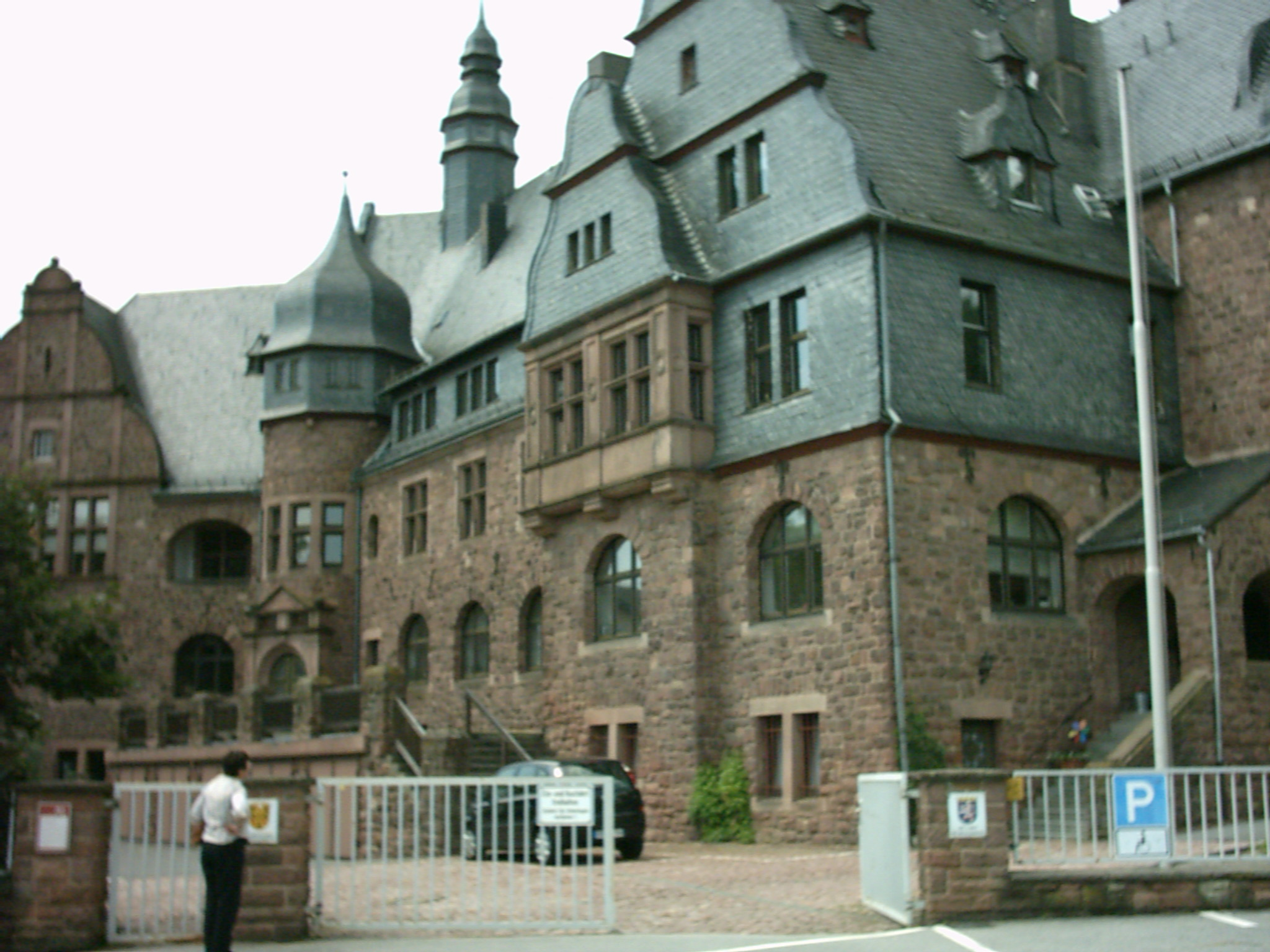
郡庁舎

## 郡庁舎
郡庁舎は1902年から1904年に、ヴォルムスの都市建築責任者で後にダルムシュタット工科大学の教授となるカール・クリスティアン・ホフマン（1856年 - 1933年）がルネサンス様式で設計し、ヘッツバッハの建築家で石工のアダム・ヒルトが施行したものである。1960年と1989年に増築がなされた。
この場所は、かつてエアバッハ・ツェントの裁判所があり、その後にレンガ工場が建っていた場所である。

## 市町村
市
- バート・ケーニヒ (Bad König 9,857)
- ブロイベルク (Breuberg 7,556)
- エアバッハ (Erbach 14,099)
- ミヒェルシュタット (Michelstadt 15,975)
- オーバーツェント (Oberzent 10,129)

町村
- ブレンスバッハ (Brensbach 5,043)
- ブロムバッハタール (Brombachtal 3,484)
- フレンキシュ＝クルムバッハ (Fränkisch-Crumbach 3,035)
- ヘーヒスト・イム・オーデンヴァルト (Höchst i. Odw. 10,320)
- リュッツェルバッハ (Lützelbach 6,788)
- モッサウタール (Mossautal 2,470)
- ライヒェルスハイム (オーデンヴァルト) (Reichelsheim (Odenwald) 8,426)

かっこ内の単位のない数値は、2023年12月31日現在の人口である。

## 引用
1. 1 2  Hessisches Statistisches Landesamt: Bevölkerung in Hessen am 31.12.2023 (Landkreise, kreisfreie Städte und Gemeinden, Einwohnerzahlen auf Grundlage des Zensus 2011)]
2. ↑  “Kreistagswahl Odenwaldkreis”. 2021年7月1日閲覧。